# TV.com
TV.com è stato un sito web gestito da ViacomCBS Streaming, divisione di ViacomCBS. Il servizio è stato inaugurato il 1º giugno 2005, per rimpiazzare il popolare sito TV Tome.

## Descrizione
Il sito si occupava di televisione, pubblicando guide agli episodi di varie serie televisive, foto, recensioni, trame e novità e concentrandosi principalmente sulle trasmissioni in onda negli Stati Uniti, nel Regno Unito, in Canada, in Australia, in Giappone e in Irlanda.
TV.com forniva dettagliati riassunti dei vari episodi di popolari serie televisive, con informazioni sul cast artistico e tecnico, curiosità e note. I contenuti del sito si basavano in massima parte sui contributi volontari dei propri membri. Pertanto show particolarmente recenti o popolari riportavano informazioni estremamente dettagliate, al contrario di altri, magari del passato, che riportavano informazioni minime.
L'episodio di una serie televisiva con il voto più alto mai registrato appartiene a Scrubs - Medici ai primi ferri e si intitola Il mio disastro, con una media di voto del 9.84 su un massimo di 10.